# Ali Benflis
Ali Benflis (en árabe: على بن فليس‎) (Batna, 8 de septiembre de 1944) es un político argelino. Fue ministro de Justicia de 1988 a 1991 y jefe de gobierno de 2000 a 2003. Desde 2015, preside el partido Avant-garde des libertés (Talaie El Houriat).
Fue candidato a las elecciones presidenciales argelinas de 2019 por el partido Talaie El Houriyate en dónde fue derrotado al obtener el 10.55% de los votos. Tras su derrota en las elecciones, el 15 de diciembre de 2019 anunció su retirada de la política.